# 대구대청초등학교
대구대청초등학교는 대한민국 대구광역시 수성구 만촌동에 있는 초등학교다.

## 연혁
- 1987-12-28 대구대청국민학교로 설립인가
- 1988-03-01 1~5학년 24학급 편성
- 1988-04-18 대구대청국민학교 개교
- 1994-03-01~1995-02-28 대구광역시 지정 자원인사 초빙(미술과) 시범학교
- 1996-03-01 대구대청초등학교로 명칭변경
- 1996-03-01~1997-02-28 교육부지정 인성교육 자율시범 학교
- 2006-07-01~2008-02-29 대구광역시교육청 지정 학교혁신선도학교 운영
- 2008-03-01~2010-02-28 대구광역시교육청 지정 독서교육시범학교 운영
- 2009-03-01 제9대 유영숙 교장 부임
- 2012-02-16 제23회 졸업식(졸업생 총수 8,282명)
- 2012-03-01 42학급(특수1학급) 편성
- 2012-09-01 제10대 류재도 교장 부임
- 2013-02-15 제24회 졸업식(졸업생 수 8,641명)
- 2013-03-01 41학급 편성(특수학급 1학급 포함)
- 2013-06-24 대구광역시교육감배 학교스포츠클럽 동부교육지원청 예선대회 티볼1위
- 2013-06-24 대구광역시교육감배 학교스포츠클럽 동부교육지원청 예선대회 풋살1회
- 2013-12-23 학부모 학교참여 우수학교(분야: 가정-학교간 소통)
- 2013-12-30 사제동행 학교스포츠클럽대회 배드민턴 여초부 우승
- 2014-02-14 제25회 졸업식(졸업생 수 8,924명)
- 2014-03-01 40학급 편성(특수학급 1학급 포함)
- 2014-06-06 제7회 전국학생음악경연대회 리코더중부부문 대상
- 2014-09-30 동부 학교스포츠클럽대회 배드민터 여초부 1위
- 2014-12-31 특색있는 학교경영 최우수
- 2015-02-13 제26회 졸업식(졸업생 수 9,145명)
- 2015-03-01 제11대 이정안 교장 부임
- 2015-03-01 38학급 편성(특수학급 1학급 포함)
- 2015-03-01 대구광역시교육감 지정 지속가능발전교육(ESD) 현장 확산 방안 연구학교 운영(교육부요청)

## 학교 상징
- 교화 - 장미 :  세찬 비바람에도 견뎌내는 강인한 대청 어린이
- 교목 - 향나무 : 몸이 튼튼하고 예절이 바르며 아름다움을 가꾸는 대청 어린이